# نیروگاه هسته‌ای بلوارسک
نیروگاه هسته‌ای بلوارسک (به لاتین: Beloyarsk Nuclear Power Station) یک نیروگاه هسته‌ای در روسیه است که در زارچنی، اوبلاست سوردلوفسک واقع شده‌است.